# Canephora
Canephora é um género botânico pertencente à família Rubiaceae.